# Lista de meios de comunicação de São Luís (Maranhão)
Esta é relação dos meios de comunicação de São Luís, Maranhão.

## Televisão
- 2.1 (34 UHF) - TV Brasil
  - 2.2 (Canal Gov)
  - 2.3 (Canal Educação)
  - 2.4 (Canal Saúde)
- 4.1 (38 UHF) - TV Difusora (SBT)
- 6.1 (36 UHF) - TV Cidade (RecordTV)
- 8.1 (41 UHF) - TV São Luís (RedeTV!)
- 9.1 (51 UHF) - TV Senado
  - 9.2 TV Assembleia
  - 9.4 TV Câmara
- 10.1 (29 UHF) - TV Mirante (Rede Globo)
- 14.1 - TV Guarnicê (Futura)
- 15.1 - TV Bandeirantes Maranhão
- 16.1 - TV UFMA (TV Cultura Educação)
- 17.1 - TV Maranhense (TV Cultura)
- 18.1 - Ideal TV (Rede Mundial)
- 19.1 - TV Alternativa (TV Gazeta) - Paço do Lumiar
- 21.1 - RIT São Luís (RIT)
- 23.1 (22 UHF) - TV Guará (TV Cultura)
- 24.1 - Rede Gênesis (sem sinal)
- 26.1 (25 UHF) - Rede Vida
  - 26.2 Rede Vida Educação
  - 26.3 Rede Vida Educação
- 27.1 - TV Bandeirantes Ceará  - São José de Ribamar
- 28.1 TV Meio Norte Maranhão (sem sinal)
- 30.1 - TV Central (Rede União)
- 39.1 (40 UHF) - Rede Mundial
  - 39.2 TV Athenas
- 42.1 - TV Evangelizar
- 43.1 - TV Nazaré São Luís (TV Nazaré)
- 45.1 - TV Cachoeira (TV Novo Tempo)
- 47.1 - RBTV (sem sinal)
- 48.1 (49 UHF) - TV Aparecida

Extintas
- TV Araçagi
- TVE Maranhão

## Rádio

### Rádio AM
- 560 kHz - Rádio Educadora (Rede Católica de Rádio)
- 600 kHz - Rádio Mirante
- 1180 kHz - Rádio Capital (sem sinal)
- 1290 kHz - Rádio Timbira

### Rádio FM
- 92.3 MHz - 92 FM (Rádio Trans Mundial)[nota 1]
- 93.1 MHz - Nova FM
- 93.7 MHz - Nacional FM
- 94.3 MHz - Difusora FM
- 96.1 MHz - Mirante FM
- 96.9 MHz - Rádio Assembleia (Rádio Senado)
- 98.5 MHz - Massa FM São Luís (Massa FM)
- 99.1 MHz - Cidade FM (Rádio Deus é Amor)
- 99.9 MHz - Mais FM[nota 2]
- 100.9 MHz - Esperança FM (Rádio Trans Mundial)
- 102.5 MHz - Jovem Pan FM São Luís (Jovem Pan FM)
- 105.5 MHz - 105 FM (Rede Aleluia)
- 106.3 MHz - Rádios comunitárias
- 106.9 MHz - Universidade FM

## Portais de Notícias
- Imirante.com
- @portalnewslz

## Jornais
- Itaqui-Bacanga
- Jornal Pequeno
- O Debate
- O Imparcial

Extintos
- Atos & Fatos
- Correio de Notícias
- Diário de S. Luiz
- Folha do Maranhão
- Jornal do Dia
- Jornal do Lar
- O Bem-ti-vi
- O Jornal
- O Quarto Poder
- Pacotilha
- Aqui Maranhão
- O Estado do Maranhão